# With Love (album de Michael Bublé)
Pour les articles homonymes, voir With Love.
Albums de Michael Bublé
It's Time Call Me Irresponsible
With Love est un maxi (EP) de Michael Bublé, sorti en 2006.

## Liste des titres
1. Fever
2. Try A Little Tenderness
3. You And I
4. I've Got A Crush On You
5. Can't Help Falling In Love
6. My Funny Valentine
7. These Foolish Things Remind Me Of You
8. That's All